# Superamas du Lion
Le superamas du Lion est un superamas de galaxies situé dans les constellations de la Grande Ourse et du Lion. Il est à 440 millions d'années lumière de distance (décalage vers le rouge, z = 0,036).

## Membres
Voici les amas de galaxies (catalogue Abell) membres du superamas du Lion :
| Nom        | Ascension droite | Déclinaison |
| ---------- | ---------------- | ----------- |
| Abell 999  | 10h 23,4m        | +12° 51′    |
| Abell 1016 | 10h 27,0m        | +10° 59′    |
| Abell 1142 | 11h 00,9m        | +10° 33′    |
| Abell 1177 | 11h 09,5m        | +21° 42′    |
| Abell 1185 | 11h 10,8m        | +28° 41′    |
| Abell 1228 | 11h 21,5m        | +34° 20′    |
| Abell 1257 | 11h 26,1m        | +35° 19′    |
| Abell 1267 | 11h 27,9m        | +26° 51′    |